# ブリュッセル中央駅
ブリュッセル中央駅（仏：Gare de Bruxelles-Central, 蘭：Station Brussel-Centraal）は、ベルギーの首都ブリュッセルにある中央駅である。

## 概要
ブリュッセルの中心部に位置する通過式の地下駅である。南北のターミナル駅をつなぐ北南接続線計画で1952年に開業した。接続線の開業前はブリュッセル南駅が南方方面、ブリュッセル北駅が北方方面のターミナル駅となっていた。現在でもタリスなどの高速列車が停車しない当駅より、ブリュッセル南駅の方がターミナル駅としての性格が強い。
ブリュッセル地下鉄1号線と5号線も当駅に接続しており、こちらは中央駅（仏：Gare Centrale, 蘭：Centraal Station）と呼ばれる。

### 列車系統
- IC A: オーステンデ駅 - オイペン駅
- IC B: ブリュッセル南駅 - アムステルダム中央駅
- IC E: カウナス駅/ブランケンベルグ駅 - トンゲレン駅
- IC F: クィーブラン駅 - リエージュ＝ギユマン駅
- IC H: ムスクロン駅 - スカールベーク駅
- IC I: シャルルロワ南駅 -　アントウェルペン中央駅
- IC J: ブリュッセル南駅 - ルクセンブルク駅
- IC K: ヘント＝シント＝ピーテルス駅 - ヘンク駅
- IC L: ポープリゲ駅 - シント・ニクラース駅
- IC M: ブリュッセル南駅 - ダイアント駅/リエール駅
- IC N: ブリュッセル南駅 - アントウェルペン中央駅
- IR(急行) b: (ネイフェル駅) ブリュッセル南駅 - アントウェルペン中央駅
- IR d: ヘラーツベルヘン駅 - ブリュッセル北駅/リエージュ＝ギユマン駅
- IR g: ブリュッセル南駅 - テュルンハウト駅
- IR h: ヘント＝シント＝ピーテルス駅 - ブリュッセル空港駅
- IR i: デ=パンネ駅 - ブリュッセル空港駅
- IR j: ケヴィ駅(Quévy) - ブリュッセル空港駅
- IR l: Binche - ルーバン・ラ・ヌーヴ駅
- IR n: ジャンブス駅 - エッセン駅
- IR o: ブリュッセル南駅 - ブリュッセル空港駅
- L(普通): (ネイフェル駅) ブリュッセル南駅 - ルーバン・ラ・ヌーヴ駅
- L: アールスト駅 - ブリュッセル南駅 - ゾットヘム駅
- L: ブリュッセル南駅 - アントウェルペン中央駅

## 駅構造

### ベルギー国鉄
駅舎は"Boulevard de l'Impératrice/Keizerinlaan"や"Rue de l'Infante Isabelle/Infante Isabella straat"、"Kantersteen"、"Rue de la Putterie/Putterijstraat"などそれぞれの通りに四辺形に囲まれ、それぞれに出入り口がある。鉄道のホームは地下にあり、島式ホーム3面6線を有している。駅に隣接して歩行者用トンネルがメトロ駅と連絡している。2003年4月からガラス張りの7つの出札窓口と自動券売機の設置とともに旅行センターが開設され、あわせて駅のホーム300万ユーロかけて改造され、商業施設が併設された。合計では2200万ユーロ掛かる。2008年までにエスカレーターなどの施設改良が行われた。

## 利用状況
1日あたりの利用者数は14万人である。

## 駅周辺
- グラン＝プラス
- ブリュッセル王室図書館（フランス語版）
- サン・ミッシェル大聖堂（フランス語版）
- ブリュッセル映画博物館（フランス語版）
- 市庁舎
- ヒルトン ブリュッセル グラン プラス
- カルフール・ドゥ・ユーロップ

## 歴史
- 1952年10月4日 - ベルギー国鉄開業。
- 1969年12月17日 - ブリュッセル地下鉄開業。

## 隣の駅
ベルギー国鉄
北南接続線
ブリュッセル＝コングレ駅 - ブリュッセル中央駅 - ブリュッセル＝シャペル駅
ブリュッセル地下鉄
■1号線
De Brouckère駅 - 中央駅 - 公園駅
■5号線
De Brouckère駅 - 中央駅 - 公園駅